# Ruine Heimenstein
Die Ruine Heimenstein, auch als Burgstall Heimenstein bezeichnet, ist eine abgegangene Felsenburg bei der Gemeinde Neidlingen im Landkreis Esslingen in Baden-Württemberg.

## Lage
Die Burgstelle der ehemaligen Felsenburg befindet sich auf einem steil aufragenden 764 m ü. NN hohen Felsen gegenüber der Burgruine Reußenstein. Auf der Südseite des Burgfelsens befindet sich der vermutlich in die Befestigungsanlage einbezogene Eingang zur Heimensteinhöhle, einer Durchgangshöhle.

## Geschichte
Als Erbauer der Burg gelten die Herren von Heimenstein. Eine erstmalige Erwähnung stammt um 1240, hier wird ein Gerboldus Diktus de Haimenstein genannt. Es folgt im Jahr 1251 die Erwähnung eines Ulrich von Hamesthain, Gefolgsmann der Herzöge von Teck, sowie 1296 von Gerboldus von Heimenstein. Im Jahr 1477 wird eine Margarete vom Stain von Heimenstein erwähnt. 1596 wird die Burg auf der Gadnerschen Karte abgebildet

## Anlage
Die Burganlage war vermutlich innerhalb der Kernburg mit einem 8 mal 6 Meter großen Gebäude versehen. Reste des Halsgrabens sind noch zu erkennen.